# 多裂独活
多裂独活（学名：Heracleum dissectifolium）是伞形科独活属的植物，是中国的特有植物。分布于中国大陆的四川、甘肃等地，生长于海拔1,900米至3,200米的地区，多生长在山谷灌丛下和山地草丛中，目前尚未由人工引种栽培。